# Alan Hodgkinson
Alan Hodgkinson MBE (Maltby, 1936. augusztus 16. – 2015. december 8.) angol labdarúgókapus.
Az angol válogatott tagjaként részt vett az 1958-as és az 1962-es labdarúgó-világbajnokságon.